# Circus-Twist
Circus-Twist oder Circus-Twist (Junge, verliere nicht den Mut) ist ein von Lotar Olias komponierter und von Fritz Graßhoff getexteter deutschsprachiger Schlager, der 1964 vom österreichischen Sänger Freddy Quinn sowohl im Film Freddy, Tiere, Sensationen als auch im gleichnamigen Soundtrack-Album veröffentlicht wurde.

## Entstehung
Die Musik stammt von Lotar Olias und der Text Fritz Graßhoff. Als Originalverlag ist bei der Gesellschaft für musikalische Aufführungs- und mechanische Vervielfältigungsrechte die Esplanade Edition GmbH eingetragen.

## Liedtext
Das Lyrische ich spricht einem Jungen gut zu: „Verlier nicht den Mut, morgen, da wird’s wieder gut.“ „Einmal geht’s wieder bergan“.

## Veröffentlichung
1964 war das Lied auf dem Soundtrack-Album Freddy, Tiere, Sensationen, das die Lieder des gleichnamigen Films enthielt. Unter der Katalognummer LPHM 46 919 erschien das Album mit Monophonie. Die Musik stammte vom Orchester James Last, das von Kurt Lindenau dirigiert wurde. Unter den Katalognummern SLPHM 237 419 und 237 419 erschien das Album mit Stereofonie.
Im Jahr darauf war Circus-Twist auf dem Livealbum Ein Abend mit Freddy. Die Veröffentlichung geschah unter der Rechtegesellschaft Gesellschaft für musikalische Aufführungs- und mechanische Vervielfältigungsrechte. Dieses Album wurde unter den Musiklabels Stern Musik und Polydor, jeweils unter den Katalognummern 237 450 und SLPHM 237 450, veröffentlicht. Die Herstellung geschah durch die Polyphon Schallplatten Ges. mbH. Die Musik wurde vom Orchester Johannes Fehring gespielt und die Lieder wurden vom Medium-Terzett begleitet. Diese Veröffentlichung geschah unter der zusätzlichen Rechtegesellschaft Bureau International de l’Edition Mecanique. Das Album wurde zudem in Österreich veröffentlicht.
Unter dem Titel An Evening With Freddy / Ein Abend Mit Freddy wurde das Album in Südafrika unter der Polydor-Katalognummer LPHM 486450 veröffentlicht; der Druck geschah durch Record Pac. Das Album erschien in Deutschland als Club-Sonderauflage (Monophonie, Polydor-Katalognummer: E 801) und wurde dabei von der Deutschen Grammophon GmbH hergestellt. Als exklusiver Einzelhändler fungierte der Deutsche Schallplattenclub. Unter der Polydor-Katalognummer: J 601 erschien die Club-Auflage mit Stereophonie. Bei der Stereophonie-Version geschah der Druck durch die Gerhard Kaiser GmbH. Die Club-Version wurde unter dem Titel Een Avond Met Freddy im Königreich der Niederlande unter den Musiklabels Polydor, Boek En Plaat und Nederlandse Lezerscentrale, jeweils unter der Katalognummer GS 037, mit Stereophonie veröffentlicht. Bei dieser Veröffentlichung fungierte lediglich Bureau International de l’Edition Mecanique als Rechtegesellschaft.
1970 wurde das Album Ein Abend mit Freddy mit der Katalognummer 237 450 von den Musiklabels Polydor und Stern Musik neu aufgelegt. Hier waren Gesellschaft für musikalische Aufführungs- und mechanische Vervielfältigungsrechte, Bureau International de l’Edition Mecanique und SLPHM die Rechtegesellschaften. Teilweise wird „©1970“ auf der Schallplatteninnenhülle angegeben und teilweise fehlt diese Angabe. Produziert wurde die Neuauflage von der Deutschen Grammophon Hamburg und Pressung sowie Acetatlackschnitt erfolgten durch die Deutsche Grammophon Gesellschaft Pressing Plant.
Circus-Twist war 2006 auf dem Kompilationsalbum Tausend Meilen von zu Haus…, das als Vierfachalbum auf Compact Disc im Musiklabel Bear Family Records unter der Katalognummer BCD 16419 DL erschien; dieses Album enthielt mehrere frühere Alben, darunter Freddy, Tiere, Sensationen.